# ГЭС Хопаси
Khopasi (Панаоти) (Панаотская ГЭС) ГЭС — третья русловая гидроэнергетическая станция, которая была построена в Непале. ГЭС находится на реке Роши-Хола. Находится в небольшом городе Хопаси, района Кавре, в 35 километров от Катманду, в 7 километрах от Панаоти.

## Описание
Находится в эксплуатации с 1965 года. Строительство гидроэлектростанции проходило при содействии Советского Союза. Водохранилище ГЭС находятся рядом с городом Сатьялгауном, в зоне Багмати Центрального региона Непала. Ежегодная генерация электроэнергии составляет 6.97 Гвтч. Электростанция имеет 3 агрегата мощностью по 0,8 МВт каждый, общая мощность электростанции составляет 2,4 МВт. После 65 лет эксплуатации электростанция обветшала и стала производить меньше электроэнергии, в течение более 15 лет количество производимой электроэнергии уменьшается и составляет менее 1 МВт в час. В начале XXI века при помощи российских специалистов проводилась реконструкция ГЭС.